# Cliffe (Kent)
Pour les articles homonymes, voir Cliffe.
Cliffe est une paroisse civile et un village du Kent, en Angleterre.